# Тула I-Курська
Тула І—Курська — вузлова вантажно-пасажирська залізнична станція Московської залізниці 1-го класу. Вокзал станції Тула І-Курська має назву — Московський. Розташована на залізничній лінії  Москва — Курськ (Курський напрямок Московської залізниці) у місті Тула, є з'їзди на хордові лінії Вязьма — Сизрань у напрямку Калуги та  Узлової через станцію Тула-Вяземська (Рязький вокзал). Від станції Тула І відгалужуються колії депо ТЧ-22 «Тула», на Тульський машинобудівний завод, Тульський завод ланцюгів, цукрорафінадний завод, цементний завод, АТ рос. «Желдормаш».
Раніше також існувала Тульсько-Лихвинська вузькоколійна залізниця.

## Історія
Будівля Московського вокзалу Тули є історичною пам'яткою культури. Перша будівля вокзалу станції Тула I була дерев'яною і побудована в 1867 році. У тому ж році на побудованій залізниці в Тулу прибув перший пасажирський потяг із Серпухова, а з серпня 1868 року пасажирські потяги вирушили з Тули у напрямку Орла. Впродовж 1869—1870 років була прокладена друга колія. Станції Тула І було присвоєно перший клас, згідно з яким будівля вокзалу станції мала бути цегляною, але спочатку було зведено тимчасову дерев'яну будівлю.

Історичні світлини станції Тула І-Курська
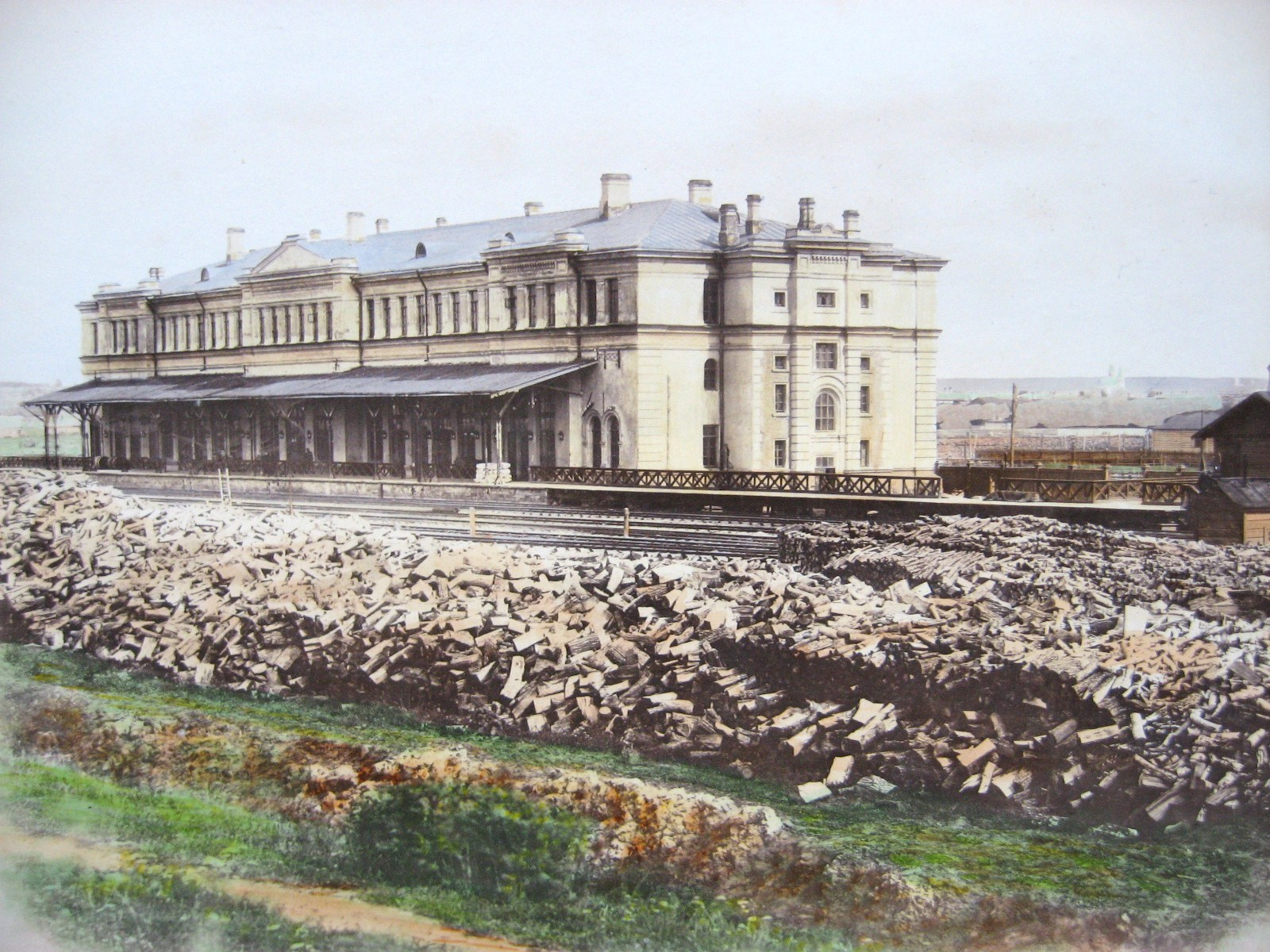
Станція Тула І (1885)
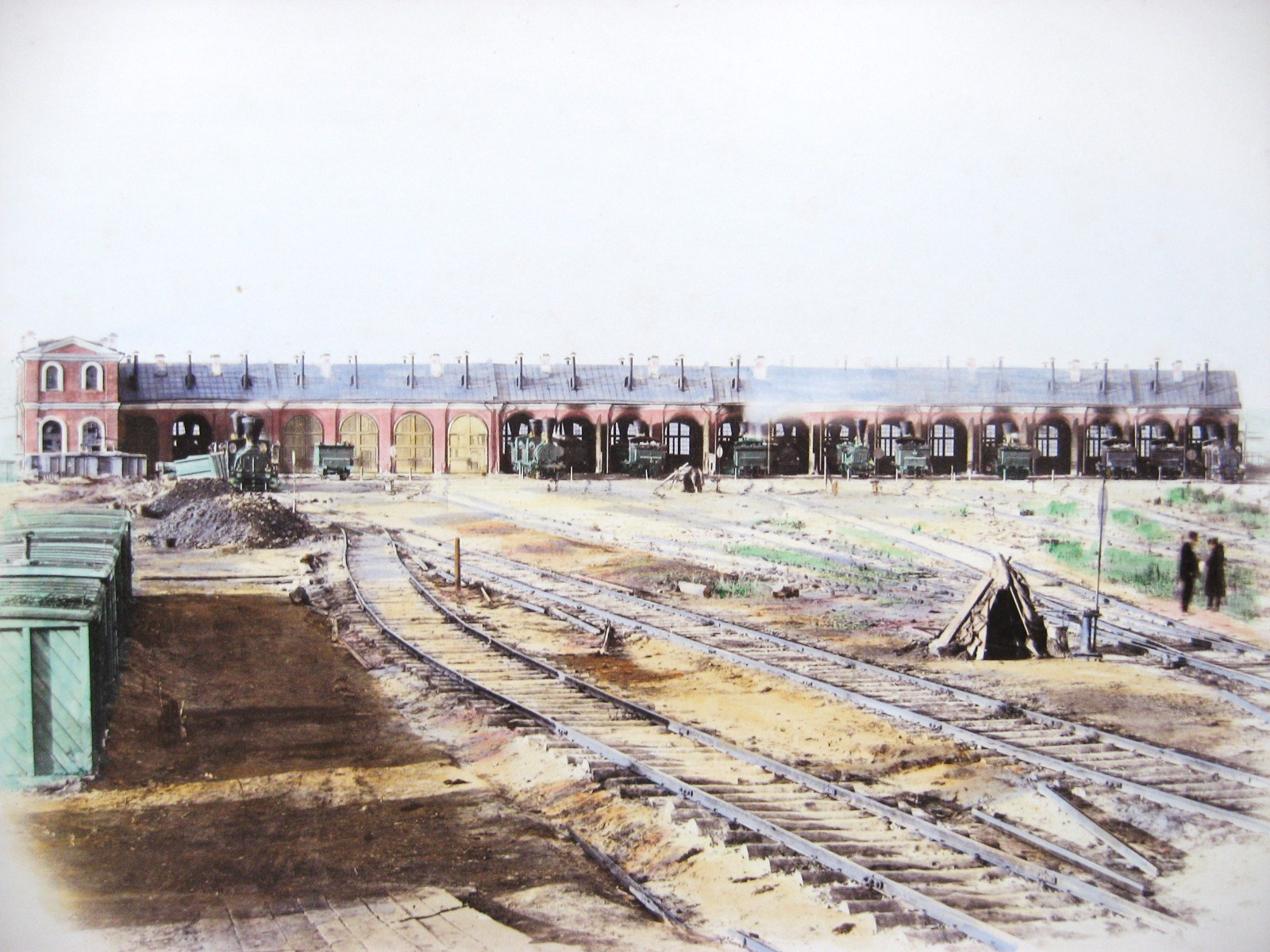
Паровозний сарай, станція Тула (1885)
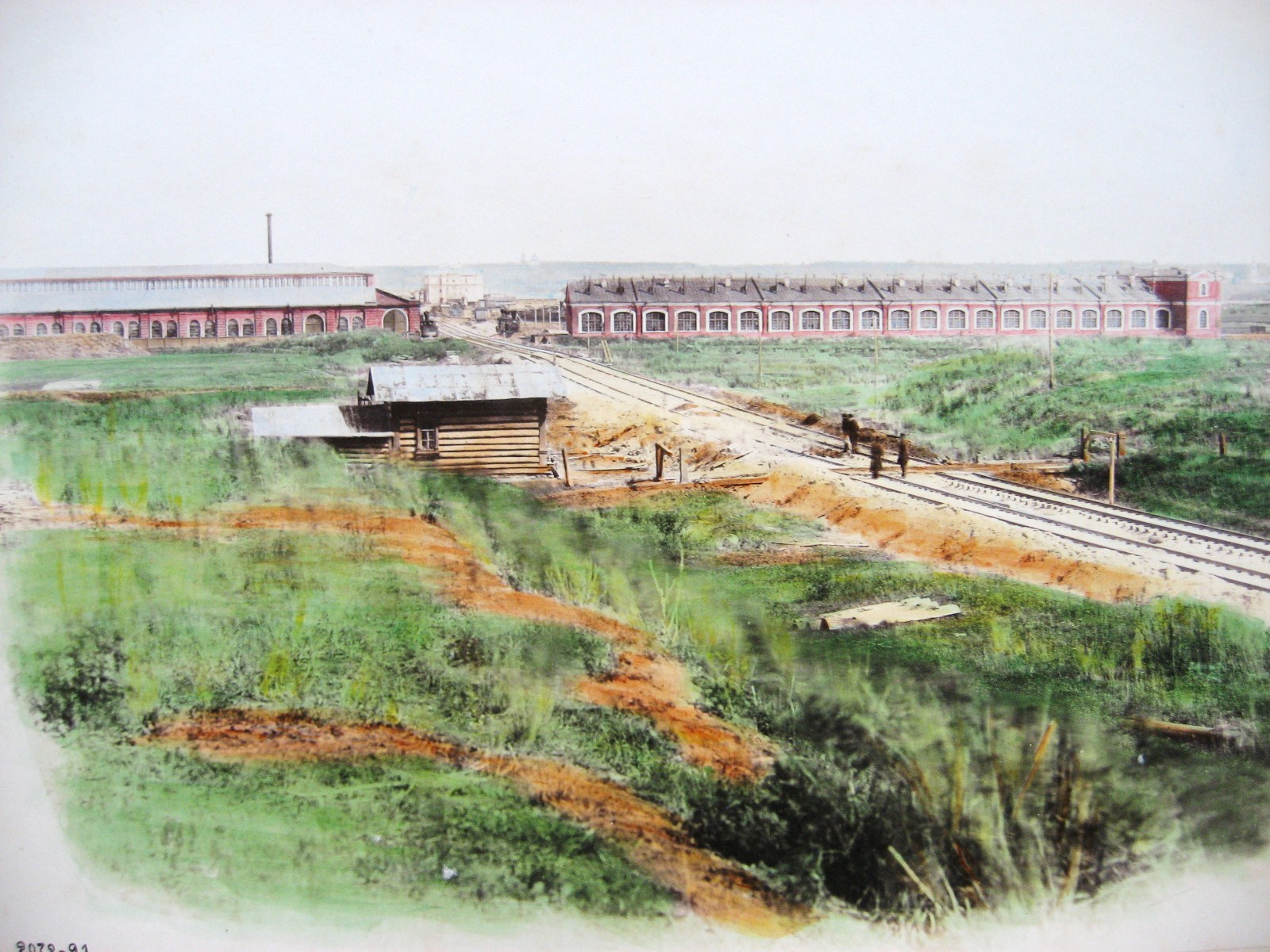
Вигляд на станцію Тула з боку Курська (1885)
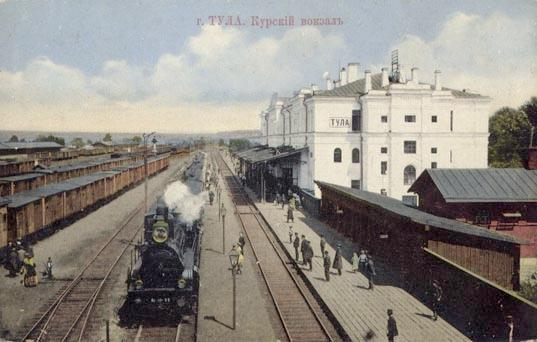
Станція Тула І (1913)

До 1868 року було побудовано двоповерхову кам'яницю з красивим фасадом і високими напівовальними вікнами, які пропускали багато світла і надавали конструкції легкість, та антресолями в кінцевих його частинах. Різоль його головного входу був суворим і монументальним. В середині вокзалу розташовувались приміщення для пасажирів 1-го, 2-го та 3-го класу, буфет і ресторан. У будівлі були також розташовані службові та складські приміщення. Для очікування потягів, на платформі біля будівлі вокзалу, були зроблені навіси. У легкому дерев'яному павільйоні, які перебували зліва від будівлі вокзалу знаходилося багажне відділення. 
Будівля вокзалу була розташована у безпосередній близькості до залізничних колій. Для зручності пасажирів споруджена платформа з пероном, з якої і здійснювалася посадка і висадка пасажирів. За будівлею вокзалу було розташоване паровозне депо станції Тула, яке було розраховане на 27 паровозів і мало поворотний круг на 21 паровоз.
При депо в 1872 році були відкриті майстерні для ремонту паровозів, одноповерхова будівля яких розташовувалося на околиці станції поблизу залізничних колій з південної сторони вокзалу. Воно збереглося і донині. Існувало також і спеціальне приміщення для проживання паровозних кочегарів, яке знаходилося неподалік від будівлі вокзалу за приміщенням багажного відділення.
У 1913 році до основної будівлі вокзалу добудовано нову будівлю, що розташована ліворуч від нього перпендикулярно до старої будівлі. 
Впродовж 1953—1956 років будівля вокзалу, який вже мав на той час назву Московського, було реконструйовано за проектом Б. Д. Сергєєва, К. І. Гур'єва і Р. Г. Челнокова. У своїй старій частині, яка збудована в 1868 році, вокзал отримав потужний шестиколонний портик. На карнизі і аттику портика були зроблені барельєфи і ліпні деталі. Отримали нове оформлення і внутрішні приміщення вокзалу, у головному залі, у верхній його частині стін, зображені великі мальовничі картини на сюжети героїчної праці і відпочинку радянських людей.
У 1970-х роках, праворуч від головної будівлі вокзалу, було зведено будівлю приміських кас і багажного відділення, зроблені також підземні переходи з будівлі вокзалу на платформи першого і другого перонів. 
Впродовж 2004—2009 років проведена остання велика реконструкція будівлі вокзалу, платформ.

### Станція в культурі
На будівлі вокзалу з боку платформи № 1 встановлено меморіальну дошку з нагоди про зустрічі у 1879 році російських письменників Льва Толстого та Івана Тургенєва.

## Сьогодення
Нині Московський вокзал Тули оснащений всім, що потрібно для якісного обслуговування пасажирів. На вокзалі є каси з продажу проїзних документів на всі напрямки, обладнані сучасними переговорними пристроями, довідкове бюро, кімнати відпочинку, багажне відділення, просторі світлі зали очікування, камери спостереження.

## Пасажирське сполучення
Всі пасажирські та приміські потяги відправляються і прибувають на Московський вокзал міста Тула.
На станції зупиняються поїзди далекого прямування і з'єднують такі міста, як Бєлгород, Валуйки, Владикавказ,  Курськ, Льгов, Москва, Орел, Перм, Санкт-Петербург, Харків. У деяких поїздів в Тулі здійснюється зміна локомотивної тяги.
Рух поїздів формування «Укрзалізниці» до станцій Дніпро-Головний, Запоріжжя I, Кривий Ріг-Головний,Полтава-Південна припинений з середини березня 2020 року через розповсюдження та з метою запобігання захворювання на COVID-19.
Влітку також призначаються додаткові поїзди до Адлера, Анапи, Єйська, Новоросійська, Ростова-на-Дону, Сухумі. Всі вони зупиняються на низьких платформах на захід від вокзалу.
Станом на грудень 2019 року через станцію Тула І-Курська прямують наступні поїзди далекого сполучення:
| Пасажирські поїзди, що курсують цілий рік | Пасажирські поїзди, що курсують цілий рік | Пасажирські поїзди, що курсують цілий рік |
| ----------------------------------------- | ----------------------------------------- | ----------------------------------------- |
| №                                         | Маршрут сполучення                        | Примітки                                  |
| 57/58 «Приоскол'є»                        | Москва — Старий Оскол                     |                                           |
| 71/72 «Бєлогір'я»                         | Москва — Бєлгород                         |                                           |
| 81/82                                     | Санкт-Петербург — Бєлгород                |                                           |
| 83/84                                     | Москва — Адлер                            |                                           |
| 95/96                                     | Москва — Дніпро, Кривий Ріг               | Скасований з березня 2020 року            |
| 97/98                                     | Москва — Курськ                           |                                           |
| 109/110                                   | Москва — Анапа                            |                                           |
| 115/116                                   | Санкт-Петербург — Адлер                   |                                           |
| 119/120                                   | Санкт-Петербург — Бєлгород                |                                           |
| 121/122                                   | Санкт-Петербург — Владикавказ             |                                           |
| 135/136                                   | Санкт-Петербург — Махачкала               |                                           |
| 141/142                                   | Москва — Льгов                            |                                           |
| 719/720                                   | Москва — Орел                             |                                           |
| 721/722 «Ластівка»                        | Москва — Курськ                           |                                           |
| 723/724 «Ластівка»                        | Москва — Курськ                           |                                           |
| 725/726 «Ластівка»                        | Москва — Орел                             |                                           |
| 737/738                                   | Москва — Бєлгород                         |                                           |
| 739/740                                   | Москва — Бєлгород                         |                                           |
| 741/742                                   | Москва — Бєлгород                         |                                           |
| Поїзди сезонного призначення              |                                           |                                           |
| 227/228                                   | Санкт-Петербург — Новоросійськ            |                                           |
| 247/248                                   | Санкт-Петербург — Анапа                   |                                           |
| 287/288                                   | Воркута — Бєлгород                        |                                           |
| 293/294                                   | Мурманськ — Анапа                         |                                           |
| 479/480                                   | Санкт-Петербург — Сухумі                  |                                           |
| 561/562                                   | Москва — Єйськ                            |                                           |
| 563/564                                   | Москва — Анапа                            |                                           |

Приміське сполучення
Станція є кінцевою для електропоїздів Московського і Курського напрямків та для приміських дизель-поїздів (рейкових автобусів) у Калузькому і Узловському напрямках.
Для електропоїздів Московського напрямку та дизель-поїздів у західному та східному напрямках, на північ від вокзалу розташовані дві окремі високі платформи з чотирма тупиковими коліями. Поруч з тупиками розташовані приміські каси.

Приміські поїзди на станції Тула І-Курська
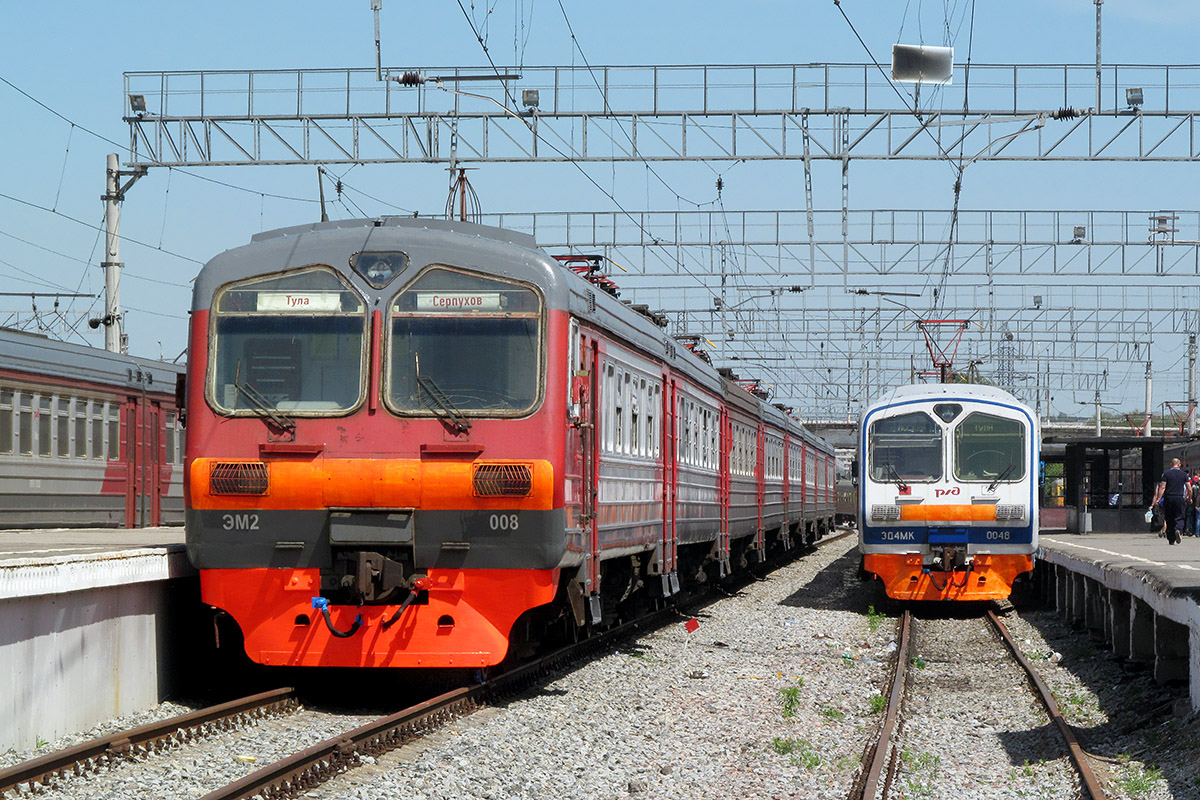
Електропоїзди EM2-008 та ЕД4MK-0048
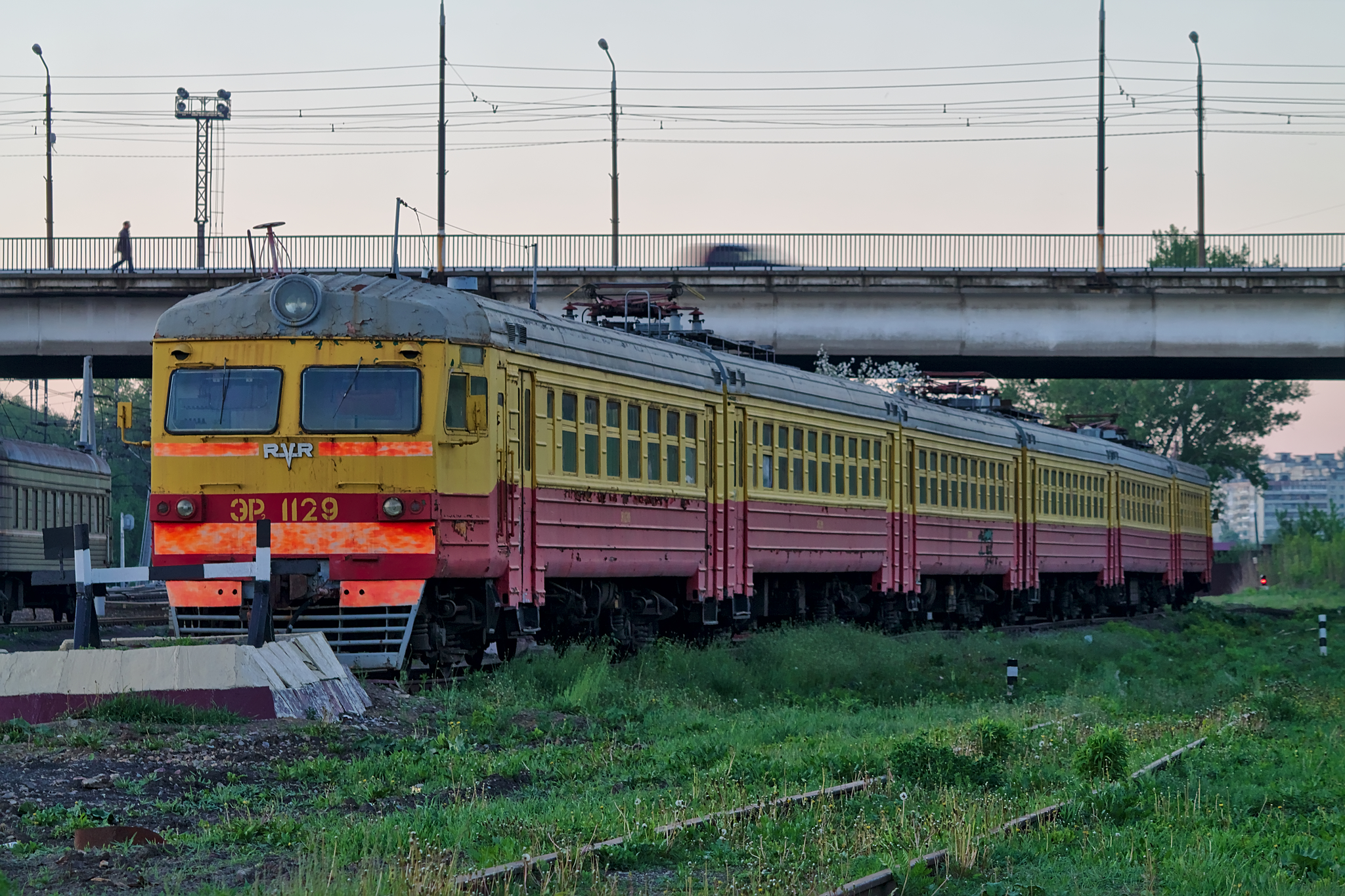
Електропоїзд ЕР2-1129
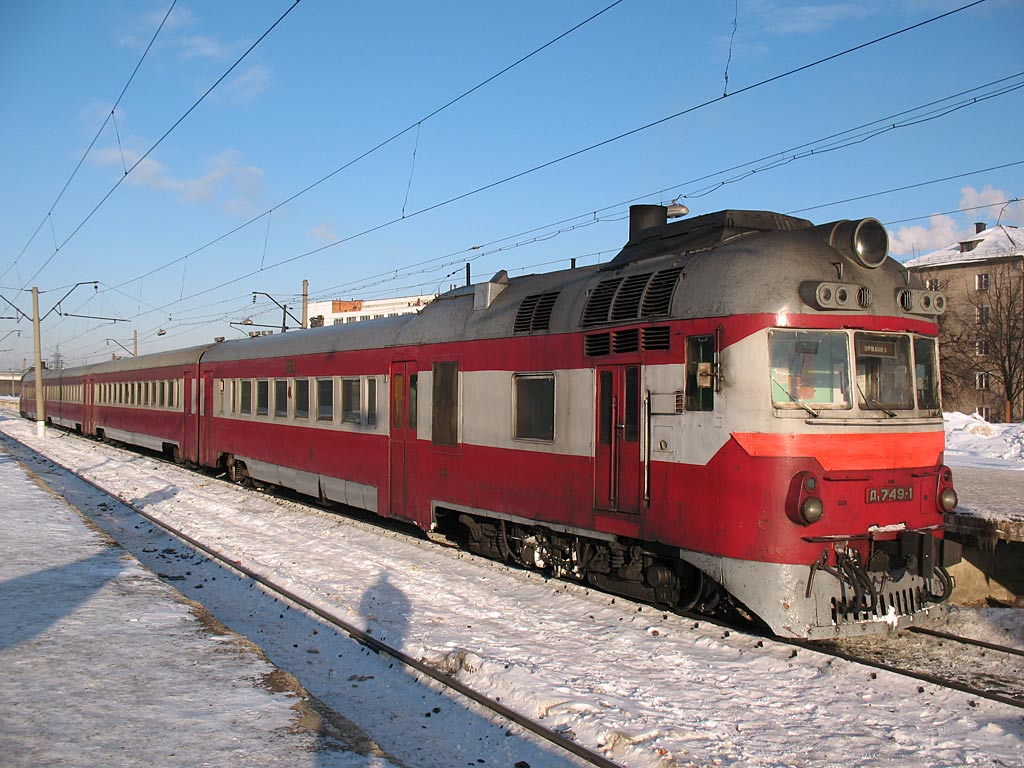
Дизель-поїзд Д1-749

## Міський транспорт
На північ від приміських кас розташована лінійна станція трамвая «Московський вокзал», яка обслуговує маршрути № 3 і 9. 
Перед головною будівлею вокзалу, на площі Московського вокзалу, розташована лінійна станція тролейбуса «Московський вокзал», що обслуговує маршрути № 3, 5, 6, 7, 10, 11, 12. 
Також через Площу Московського вокзалу прямують автобусні маршрути № 2, 13, 16, 26, 36.